# Campionato Amazonense 2014
Il Campionato Amazonense 2014 è stata la 98ª edizione del Campionato Amazonense.

## Squadre partecipanti
| Squadra              | Città            |
| -------------------- | ---------------- |
| Fast Clube           | Manaus           |
| Holanda              | Rio Preto da Eva |
| Iranduba             | Iranduba         |
| Manaus               | Manaus           |
| Nacional-AM          | Manaus           |
| Nacional Borbense    | Borba            |
| Penarol-AM           | Itacoatiara      |
| Princesa do Solimões | Manacapuru       |
| São Raimundo-AM      | Manaus           |
| Sul América          | Manaus           |

## Primo turno (Taça Estado do Amazonas)

### Gruppo A
|  | Pos. | Squadra              | Pt | G | V | N | P | GF | GS | DR  |
|  | ---- | -------------------- | -- | - | - | - | - | -- | -- | --- |
|  | 1.   | Princesa do Solimões | 10 | 4 | 3 | 1 | 0 | 8  | 3  | +5  |
|  | 2.   | Fast Clube           | 9  | 4 | 3 | 0 | 1 | 14 | 7  | +7  |
|  | 3.   | Manaus               | 5  | 4 | 1 | 2 | 1 | 9  | 7  | +2  |
|  | 4.   | Iranduba             | 3  | 4 | 1 | 0 | 3 | 5  | 9  | -4  |
|  | 5.   | Sul América          | 1  | 4 | 0 | 1 | 3 | 2  | 12 | -10 |

### Gruppo B
|  | Pos. | Squadra           | Pt | G | V | N | P | GF | GS | DR |
|  | ---- | ----------------- | -- | - | - | - | - | -- | -- | -- |
|  | 1.   | Nacional-AM       | 9  | 4 | 3 | 0 | 1 | 10 | 4  | +6 |
|  | 2.   | Nacional Borbense | 8  | 4 | 2 | 2 | 0 | 7  | 5  | +2 |
|  | 3.   | Penarol-AM        | 5  | 4 | 1 | 2 | 1 | 4  | 4  | 0  |
|  | 4.   | Holanda           | 2  | 4 | 0 | 2 | 2 | 1  | 5  | -4 |
|  | 5.   | São Raimundo-AM   | 2  | 4 | 0 | 2 | 2 | 1  | 5  | -4 |

## Fase finale

### Semifinali
| Squadra 1         | Totale | Squadra 2            | Andata | Ritorno |
| ----------------- | ------ | -------------------- | ------ | ------- |
| Nacional Borbense | 3 - 4  | Princesa do Solimões | 2 - 1  | 1 - 3   |
| Fast Clube        | 4 - 2  | Nacional-AM          | 4 - 2  | 0 - 0   |

### Finali
| Squadra 1            | Totale | Squadra 2  | Andata | Ritorno |
| -------------------- | ------ | ---------- | ------ | ------- |
| Princesa do Solimões | 0 - 0  | Fast Clube | 0 - 0  | 0 - 0   |

## Secondo turno (Taça Cidade de Manaus)

### Gruppo A
|  | Pos. | Squadra              | Pt | G | V | N | P | GF | GS | DR |
|  | ---- | -------------------- | -- | - | - | - | - | -- | -- | -- |
|  | 1.   | Princesa do Solimões | 15 | 5 | 5 | 0 | 0 | 11 | 4  | +7 |
|  | 2.   | Manaus               | 7  | 5 | 2 | 1 | 2 | 6  | 9  | -3 |
|  | 3.   | Fast Clube           | 6  | 5 | 1 | 3 | 1 | 9  | 9  | 0  |
|  | 4.   | Iranduba             | 5  | 5 | 1 | 2 | 2 | 3  | 5  | -2 |
|  | 5.   | Sul América          | 3  | 5 | 1 | 0 | 4 | 2  | 10 | -8 |

### Gruppo B
|  | Pos. | Squadra           | Pt | G | V | N | P | GF | GS | DR |
|  | ---- | ----------------- | -- | - | - | - | - | -- | -- | -- |
|  | 1.   | Nacional-AM       | 8  | 5 | 2 | 2 | 1 | 8  | 4  | +4 |
|  | 2.   | Penarol-AM        | 8  | 5 | 2 | 2 | 1 | 9  | 6  | +3 |
|  | 3.   | Nacional Borbense | 7  | 5 | 2 | 1 | 2 | 7  | 6  | +1 |
|  | 4.   | São Raimundo-AM   | 6  | 5 | 2 | 0 | 3 | 8  | 9  | -1 |
|  | 5.   | Holanda           | 4  | 5 | 1 | 1 | 3 | 5  | 6  | -1 |

## Fase finale

### Semifinali
| Squadra 1            | Totale | Squadra 2  | Andata | Ritorno |
| -------------------- | ------ | ---------- | ------ | ------- |
| Princesa do Solimões | 5 - 2  | Penarol-AM | 4 - 1  | 1 - 1   |
| Nacional-AM          | 5 - 1  | Manaus     | 2 - 0  | 3 - 1   |

### Finali
| Squadra 1            | Totale | Squadra 2   | Andata | Ritorno |
| -------------------- | ------ | ----------- | ------ | ------- |
| Princesa do Solimões | 2 - 4  | Nacional-AM | 1 - 2  | 1 - 2   |

## Finale del campionato statale

### Andata
| Manaus 17 maggio 2014, ore 15:00 UTC-4 | Princesa do Solimões | 2 – 0 | Nacional-AM | SESI |

### Ritorno
| Manaus 24 maggio 2014, ore 15:00 UTC-4 | Nacional-AM | 5 – 1 | Princesa do Solimões | SESI |

## Classifica finale
|  | Pos. | Squadra              | Pt | G  | V  | N | P | GF | GS | DR  |
|  | ---- | -------------------- | -- | -- | -- | - | - | -- | -- | --- |
|  | 1.   | Nacional-AM          | 33 | 17 | 10 | 3 | 4 | 34 | 18 | +16 |
|  | 2.   | Princesa do Solimões | 36 | 19 | 11 | 4 | 4 | 33 | 21 | +12 |
|  | 3.   | Fast Clube           | 21 | 13 | 5  | 6 | 2 | 27 | 18 | +9  |
|  | 4.   | Nacional Borbense    | 18 | 11 | 5  | 3 | 3 | 17 | 15 | +2  |
|  | 5.   | Penarol-AM           | 14 | 11 | 3  | 5 | 3 | 15 | 15 | 0   |
|  | 6.   | Manaus               | 12 | 11 | 3  | 3 | 5 | 16 | 21 | -5  |
|  | 7.   | São Raimundo-AM      | 8  | 9  | 2  | 2 | 5 | 9  | 14 | -5  |
|  | 8.   | Iranduba             | 8  | 9  | 2  | 2 | 5 | 8  | 1  | -6  |
|  | 9.   | Holanda              | 6  | 9  | 1  | 3 | 5 | 6  | 11 | -5  |
|  | 10.  | Sul América          | 4  | 9  | 1  | 1 | 7 | 4  | 22 | -18 |

Verdetti
- Nacional-AM qualificato per la Coppa del Brasile 2015, per la Copa Verde 2015 e per il Campeonato Brasileiro Série D 2014
- Princesa do Solimões qualificato per la Coppa del Brasile 2015 e per la Copa Verde 2015
- Holanda e Sul América retrocessi in Segunda Divisão 2015